# John Johnson (football américain)
Pour les articles homonymes, voir John Johnson et Johnson.
(en) Statistiques sur pro-football-reference
John Johnson III, né le 19 décembre 1995 à Hyattsville (Maryland), est un joueur américain de football américain. Il joue safety en National Football League (NFL).